# Jean Trubert
Jean Trubert, noto anche con lo pseudonimo di Jen Trubert (Parigi, 14 aprile 1909 – Parigi, 23 maggio 1983), è stato un fumettista e sceneggiatore francese. Fu reggente dei lavori pratici della Macchina di Pittura del Collège de 'Pataphysique

## Biografia
Dopo essersi diplomato alla Scuola di Arti Applicate, si è dedicato alla pubblicità, iniziando nel contempo una carriera come pugile professionista.
Jean Trubert ha lavorato per decine riviste dagli anni '30 agli anni '80: Tintin, Vaillant, Francs Jeux. Ha pubblicato alcuni fumetti, tra cui Le chevalier Printemps (sceneggiatura di Roger Lecureux), Mousse et Boule e nel 1959 ha lavorato per il personaggio di Bécassine (fumetto).
Per il periodico Pilote ha creato nel 1964 il personaggio di Roderic  che apparirà in tutto e per tutto in 3 storie complete di 6 tavole ciascuna. Ambientata in un fantasioso Medioevo, questa serie ricorda ovviamente la sua vecchia serie di Chevalier Printemps.
Ha illustrato molti classici per edizioni bibliofile, tra cui Le roman de Renart . Alla fine della seconda guerra mondiale intraprende l'attività sindacale e diventa presidente del sindacato degli illustratori giornalistici per bambini. Nel 1963 ottenne che gli illustratori venissero riconosciuti come dipendenti e ottenessero la previdenza sociale.

## Pubblicazioni
- 1938: Les aventures merveilleuses de Toto Moko,, editore EPS
- 1942: Les aventures du marquis de la Panse d'A editore Chagor
- 1942: Capitan Pipe, editore Chagor
- 1943: M. Piton voyageur de commerce,, Album della buona squadra n.13, editore . Grund
- 1944: Le deuxième voyage de Piton, Albums of the Good Team n.14, editore Grund
- 1944: Le colonel Stick, editore NB
- 1945: Les étourderies de Riqui Puce, Riqui Puce T.1, n. 2003, editore Artima[7]
- 1946: Riqui Puce au pôle Nord, Riqui Puce T.2, n* 2004, editore. Artima
- 1959: Bécassine revient, sceneggiatrice Camille François
- 1961: L'Alphabet Bécassine, copione di Vaubant, editore Gautier-Languereau
- 1962: Bécassine mène l'enquête,, copione di Vaubant, editore Gautier-Languereau1964:
- 1964: L'étroit mousquetaire, scénario Marijac, collection Les Belles Histoires De Tonton Jacques, Éditions de Chateaudun
- 1965: Les petits révoltés du Bounty, collection Les Belles Histoires De Tonton Jacques, sceneggiatura Marijac, Éditions de Chateaudun
- 1977: Le chevalier Printemps,, collezione BDécouvertes , editore Glenat
- Senza data: Mademoiselle Pic a disparu, Mousse et Boule T.1, editore OVIP
- Senza data: Didine et les machines, Mousse et Boule T.2 , editore OVIP
- 1977: Le trajet du tetrodon,, Mousse e Boule T.3 , editore Primo

## Arc en Ciel - Scuola Jean Trubert
Arc en Ciel - Jean Trubert School è una scuola di fumetti francese fondata da Chantal Trubert, la figlia di Jean Trubert.
È un istituto tecnico superiore privato che dipende dall'Accademia di Versailles, una scuola specializzata in formazione in illustrazione e fumetto. Arc en Ciel - École Jean Trubert è all'origine della creazione del corso di diploma “Certificazione di fumettista e disegnatore di illustrazioni”, inserito nell'elenco nazionale delle certificazioni professionali (RNCP). Questo diploma di livello III riconosciuto dallo stato francese certifica la formazione in due o tre anni.
Questa scuola si trova ad Antony in Hauts-de-Seine  e a Parigi.